# Звезда Барнарда
Звезда́ Ба́рнарда — одиночная звезда в созвездии Змееносца. Находится на расстоянии 1,828 пк (5,96 светового года) от Солнца, то есть это одна из ближайших звезд к Солнечной системе (ближе только три звезды, составляющие систему Альфа Центавра).
Открыта в 1916 году американским астрономом Эдвардом Эмерсоном Барнардом. Названа в его честь. Красный карлик спектрального класса M4,0V C, видимая звёздная величина — 9,57m, светимость — 1/2300 солнечной. Масса звезды Барнарда оценивается в 17 % массы Солнца, а радиус в 15—20 % от радиуса Солнца. Предполагаемый осевой период вращения — 130,4 дня. Звезда проявляет некоторую активность (обнаружены пятна, вспышки).
Имеет одну известную планету, Звезду Барнарда b, имеющую массу более трех земных и вращающуюся на расстоянии около 0,4 а.е. от звезды с орбитальным периодом чуть больше 230 дней.

## История
Открыта в 1916 году Э. Э. Барнардом, впервые измерившим её собственное движение, и названа в его честь.
В 2016 году Международный астрономический союз (МАС) организовал Рабочую группу по именам звезд (WGSN) для стандартизации имен собственных для звезд. WGSN 1 февраля 2017 года утвердил название «звезда Барнарда» для этой звезды, и с тех пор она включена в Список звезд с собственными именами, утвержденный МАС.

## Собственное движение

Звезда Барнарда. Показано как изменяется расположение звезды среди других звёзд. Фотографии сделаны с интервалом 5 лет, с 1985 по 2005 годы.

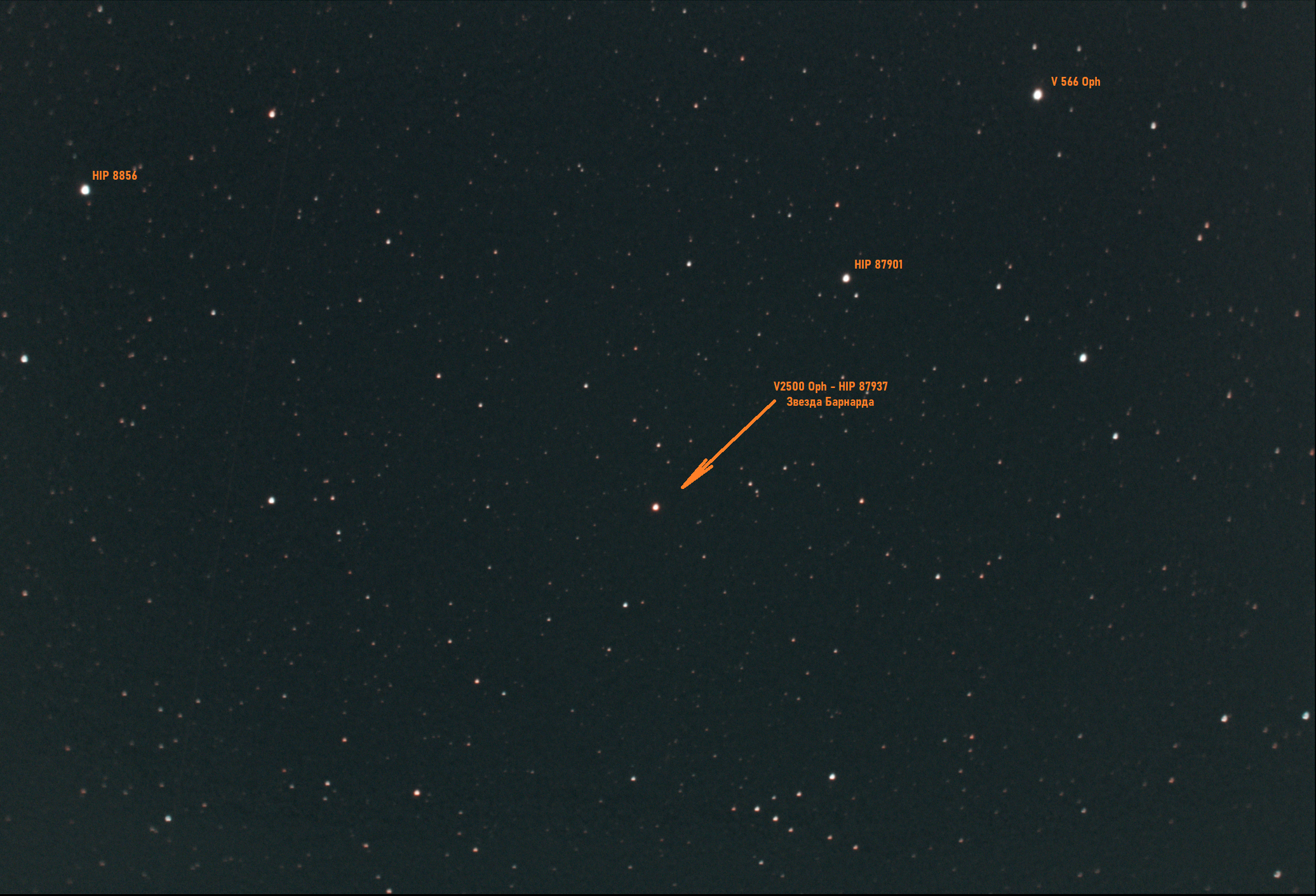
Текущее положение летящей звезды Барнарда на 26 мая 2023 г. Любительская съемка. Снимок охватывает область неба 30х45 угловых минут.

Изменение расстояния до ближайших звёзд в период от 20 000 лет назад до 80 000 лет вперёд

Звезду Барнарда часто называют «летящей» или «беглянкой», поскольку она обладает самой большой (кроме Солнца, проходящего большой круг на небесной сфере за год) скоростью углового перемещения по небесной сфере среди известных звёзд (10,358 угловой секунды в год). За 174 года звезда смещается по небесной сфере на 0,5° (видимые угловые размеры Солнца и Луны).
Это четвёртая по близости к Солнцу звезда после звёзд системы Альфы Центавра. Перпендикулярная компонента скорости «Летящей Барнарда» к лучу зрения земного наблюдателя составляет 90 км/с, радиальная (лучевая) скорость по измерениям доплеровского сдвига спектральных линий в спектре звезды равна −106,8 км/с, то есть звезда приближается к нам.
Минимальное расстояние звезды от Солнца составит 3,8 светового года (1,2 пк) в 11 800 году; за несколько столетий до этого момента она станет нашей ближайшей звёздной соседкой, если не будут открыты другие близкие, пока неизвестные тусклые звёзды. Имеет блеск 9,6 звёздной величины, поэтому невооружённым глазом не видна и не станет видна в момент максимального сближения при звёздной величине 8,6.

## Планетная система
По выводам американского астронома П. Ван де Кампа, сделанным в конце 1960-х годов, звезда Барнарда имеет невидимые спутники с массами 1,26, 0,63 и 0,89 массы Юпитера (периоды обращения — 6,1, 12,4 и 24,8 года соответственно).
В настоящее время эти выводы считаются ошибочными.  В 2003 опубликованы продолжавшиеся 2,5 года наблюдения лучевой скорости звезды, в результате которых установлены строгие ограничения на массы и периоды обращения возможных планет вблизи звезды Барнарда. В частности, исключено наличие планет с массой больше 0,86 массы Юпитера с радиусом орбиты от 0,017 до 0,98 астрономической единицы (а.е.). В зоне обитаемости, то есть на расстоянии 0,034—0,082 а.е. от звезды, где гипотетическая планета получала бы достаточно света для существования на её поверхности жидкой воды, исключено наличие любой планеты с массой больше 3 масс Нептуна (планета на таком расстоянии имела бы орбитальный период от 6 до 22 дней). Если считать, что луч зрения земного наблюдателя лежит в плоскости орбиты гипотетической планеты (самая благоприятная ориентация для открытия планеты методом лучевых скоростей), то верхнее ограничение на её наблюдаемую массу составляет 7,5 массы Земли.
С 1987 года звезду Барнарда исследует калифорнийская группа[какая?]. Американские астрономы измеряли лучевую скорость звезды инструментами обсерваторий Лика и Кека. Вначале среднеквадратическая ошибка их измерений лучевой скорости составляла около 20 м/с, а потом (примерно с 2004 года) точность измерений повысили до около 2 м/с. Всего было сделано 248 измерений. Согласно полученным данным, у звезды Барнарда нет планет с массой больше 2 масс Земли и орбитальными периодами обращения короче 10 суток. Также не подтверждается существование планет с минимальной массой больше 10 масс Земли и с орбитальными периодами короче двух лет. Из-за низкой светимости этой звезды гипотетическая планета, получавшая бы столько же тепла от звезды на единицу площади, как Земля от Солнца, обращалась бы вокруг «Летящей Барнарда» на расстоянии 0,0676 а.е. (~10 млн км). При этом её орбитальный период был бы 15,64 земных суток.
В ноябре 2018 года после двадцатилетнего мониторинга международная команда астрономов объявила об обнаружении на расстоянии 0,404 а.е. от Звезды Барнарда сверхземли массой не менее 3,2 масс Земли. Звезда Барнарда b или GJ 699 b совершает один виток вокруг неё за 233 дня. Планета находится в 2,5 раза ближе к звезде Барнарда, чем Земля к Солнцу, но получает от красного карлика только 2,03 % от той энергии, которую Земля получает от Солнца. Температура на поверхности планеты не превышает −170 ℃. Возможно, у Звезды Барнарда на более далёкой орбите находится ещё одна планета, делающая оборот вокруг материнской звезды за 6600 дней.
В 2021 году существование планеты Barnard b было поставлено под сомнение, так как сигнал радиальной скорости с планетным орбитальным периодом исчез в новых данных, полученных в ближнем инфракрасном диапазоне доплеровским спектрографом Habitable-Zone Planet Finder (HPF) телескопа Хобби—Эберли.
В середине марта 2025 года у звезды подтвердили планеты Barnard b с помощью спектрографов ESPRESSO и MAROON-X. Сопоставив их данные учёные выяснили, что вокруг звезды вращается 4 планеты.

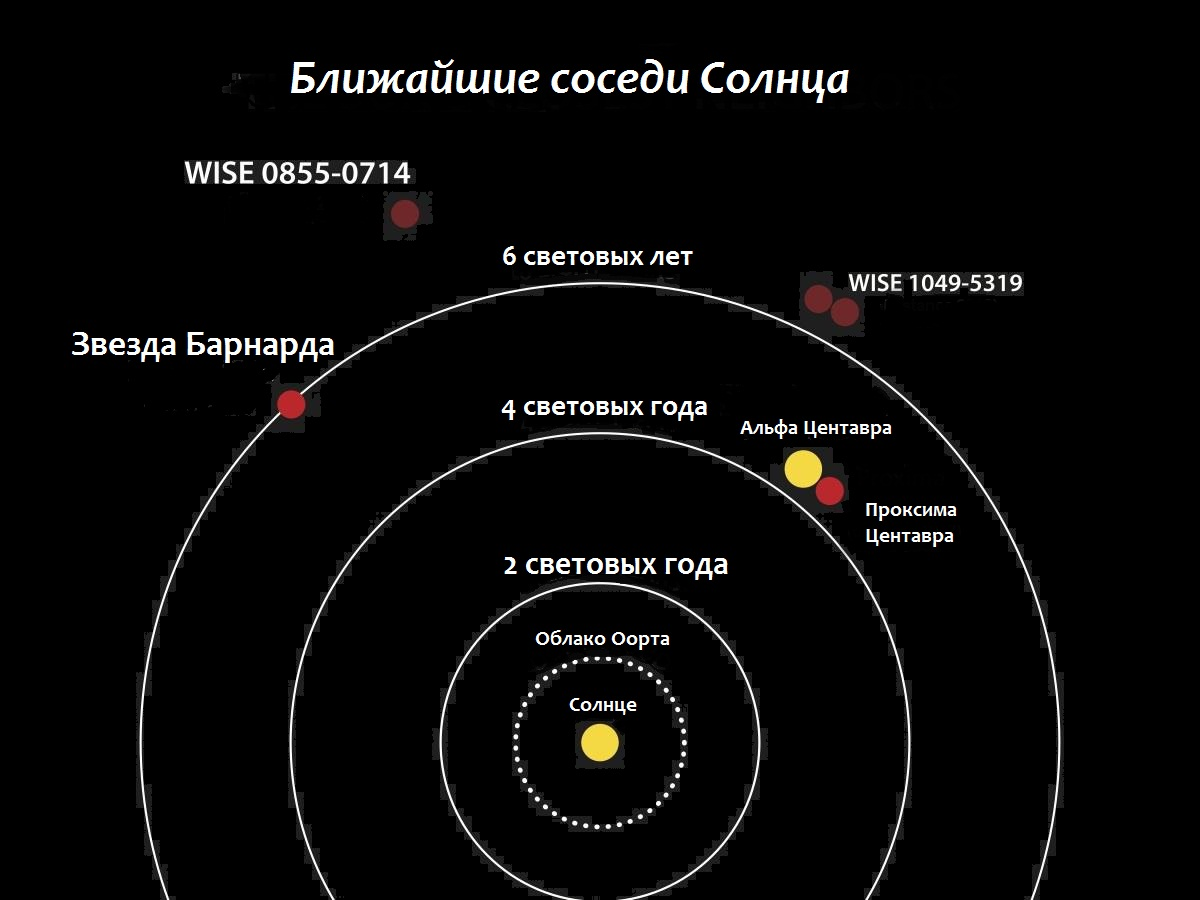
Ближайшее окружение Солнца

## Ближайшее окружение звезды
Следующие звёздные системы находятся на расстоянии до 10 световых лет от звезды Барнарда:
| Звезда            | Спектральный класс | Расстояние от звезды Барнарда, св. лет |
| ----------------- | ------------------ | -------------------------------------- |
| Росс 154          | M3,5 Ve            | 5,5                                    |
| WISE 1049-5319 AB | L8 / T1            | 5,98                                   |
| Солнце            | G2 V               | 6,0                                    |
| Альфа Центавра AB | G2 V / K0 V        | 6,5                                    |
| Проксима Центавра | M5,5 Ve            | 6,6                                    |
| BD -12°4523       | M3,5VC             | 9,1                                    |
| 61 Лебедя AB      | K5 Ve / K7 Ve      | 9,5                                    |
| Струве 2398 AB    | M3 V / M3,5 V      | 9,5                                    |

## Факты
Проект «Дедал» — первый реалистичный проект межзвёздного перелёта — обозначил своей целью именно звезду Барнарда.
В фантастическом романе Джека Уильямсона «Космический легион» единственную планету звезды Барнарда населяет древняя цивилизация «медузиан», решившая захватить Солнечную систему и уничтожить человечество.